# Piletocera leucodelta
Piletocera leucodelta is een vlinder van de familie van de grasmotten (Crambidae). De wetenschappelijke naam van deze soort is voor het eerst voorgesteld als Sematosopha leucodelta door Edward Meyrick in een publicatie uit 1937.
De soort komt voor op de Solomonseilanden en is voor het eerst ontdekt op New Georgia.